# Ada (Ohio)
Ada é uma vila localizada no estado norte-americano de Ohio, no Condado de Hardin.

## Demografia
Segundo o censo norte-americano de 2000, a sua população era de 5582 habitantes.
Em 2006, foi estimada uma população de 5841, um aumento de 259 (4.6%).

## Geografia
De acordo com o United States Census Bureau tem uma área de
4,8 km², dos quais 4,8 km² cobertos por terra e 0,0 km² cobertos por água. Ada localiza-se a aproximadamente 292 m acima do nível do mar.

## Localidades na vizinhança
O diagrama seguinte representa as localidades num raio de 16 km ao redor de Ada.